# Joe Kamel
Joe Kamel (eigentlich Giuseppe Frisaldi, * 27. Mai 1934 in Chieti; † 11. Juni 2007 in Lanciano) war ein italienischer Schauspieler.
Kamel trat von Ende der 1950er Jahre an etwas mehr als ein Jahrzehnt lang in Nebenrollen abenteuerlicher Filme, oftmals Western, auf. Sein Pseudonym weist große Ähnlichkeit zu einem des Spaniers José Canalejas auf, der manchmal als Joe Camel geführt wird. Nach seiner Filmkarriere widmete Kamel sich der Industrie- und Finanzwirtschaft.
Kamel war mit der schwedischen Kollegin Pia Genberg verheiratet.

## Filmografie (Auswahl)
- 1958: La Gerusalemme liberata
- 1960: Kampf um Rom (La vendetta dei barbari)
- 1961: Alboin, König der Langobarden (Rosmunda e Alboino)
- 1961: Der Gefangene der eisernen Maske (La vendetta della maschera di ferro)
- 1963: Mit Colt und Maske (Il segno del Coyote)
- 1963: Der Stärkste unter der Sonne (Maciste l'eroe più grande del mondo)
- 1964: Die letzten Zwei vom Rio Bravo (Le pistole non discutono)
- 1964: Minnesota Clay
- 1964: Der Rancher vom Colorado-River (L'uomo della valle maledetta)
- 1964: Die 7 aus Texas (Antes llega la muerte)
- 1965: Agent 077 – Heißes Pflaster Tanger (S.077 spionaggio a Tangeri)
- 1965: Der Sohn von Jesse James (El hijo de Jesse James)
- 1966: Django kennt kein Erbarmen (Pochi dollari per Django)
- 1968: Die gefürchteten Zwei (Il mercenario)
- 1969: Quinto, töte nicht (El valor de un cobarde)
- 1971: Grazie zio, che provo anch'io